# شهرستان کورساکوفسکی (استان ساخالین)
شهرستان کورساکوفسکی (به لاتین: Korsakovsky District) یک شهرستان در روسیه است که در استان ساخالین واقع شده‌است.